# 雲見温泉

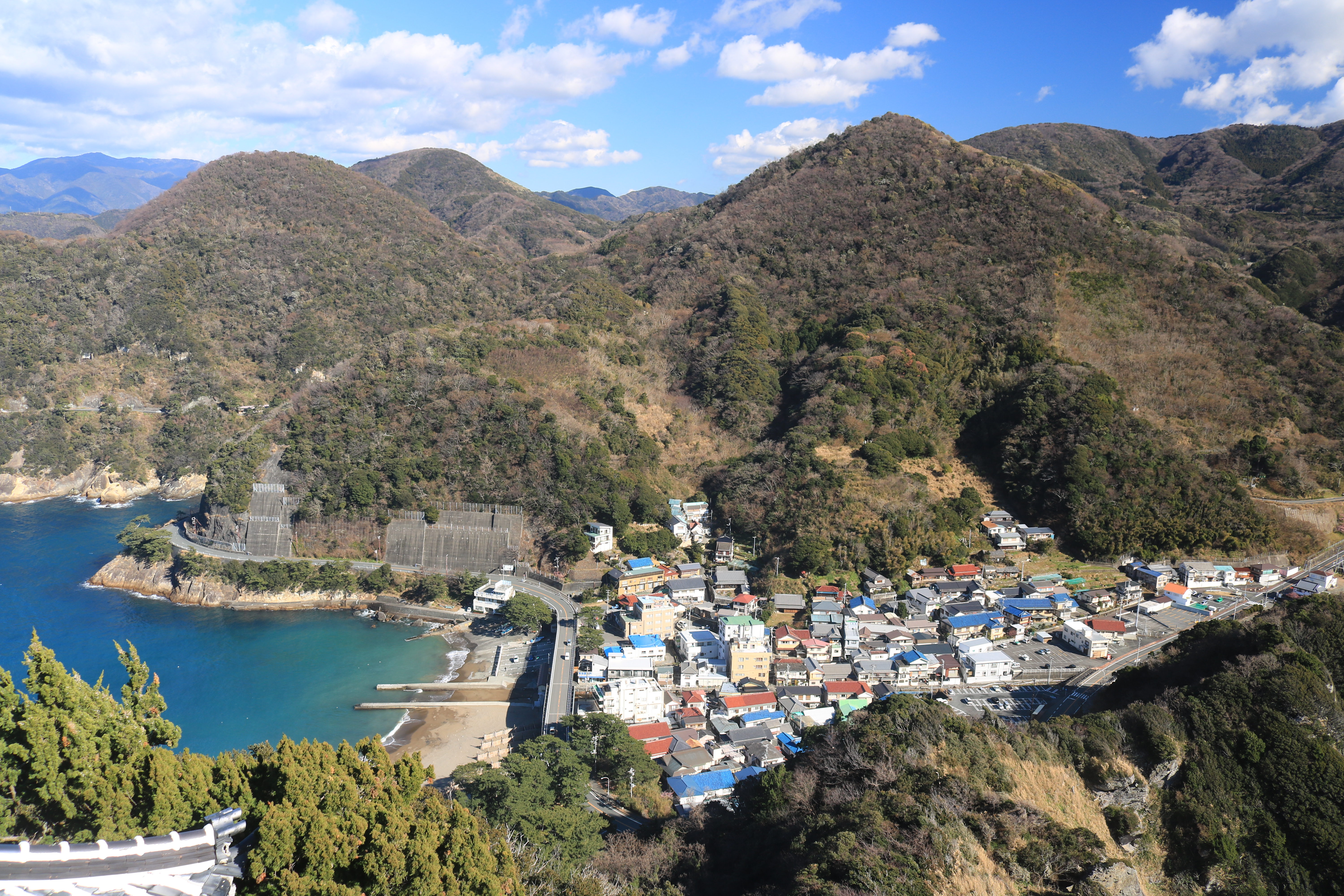
雲見温泉街

雲見温泉（くもみおんせん）は、静岡県賀茂郡松崎町の三浦地区（さんぽちく：岩地・石部・雲見）内にある温泉街。

## 泉質
- カルシウム・ナトリウム - 塩化物泉 （三浦地区すべてに松崎三浦温泉株式会社から供給されている）

## 温泉街

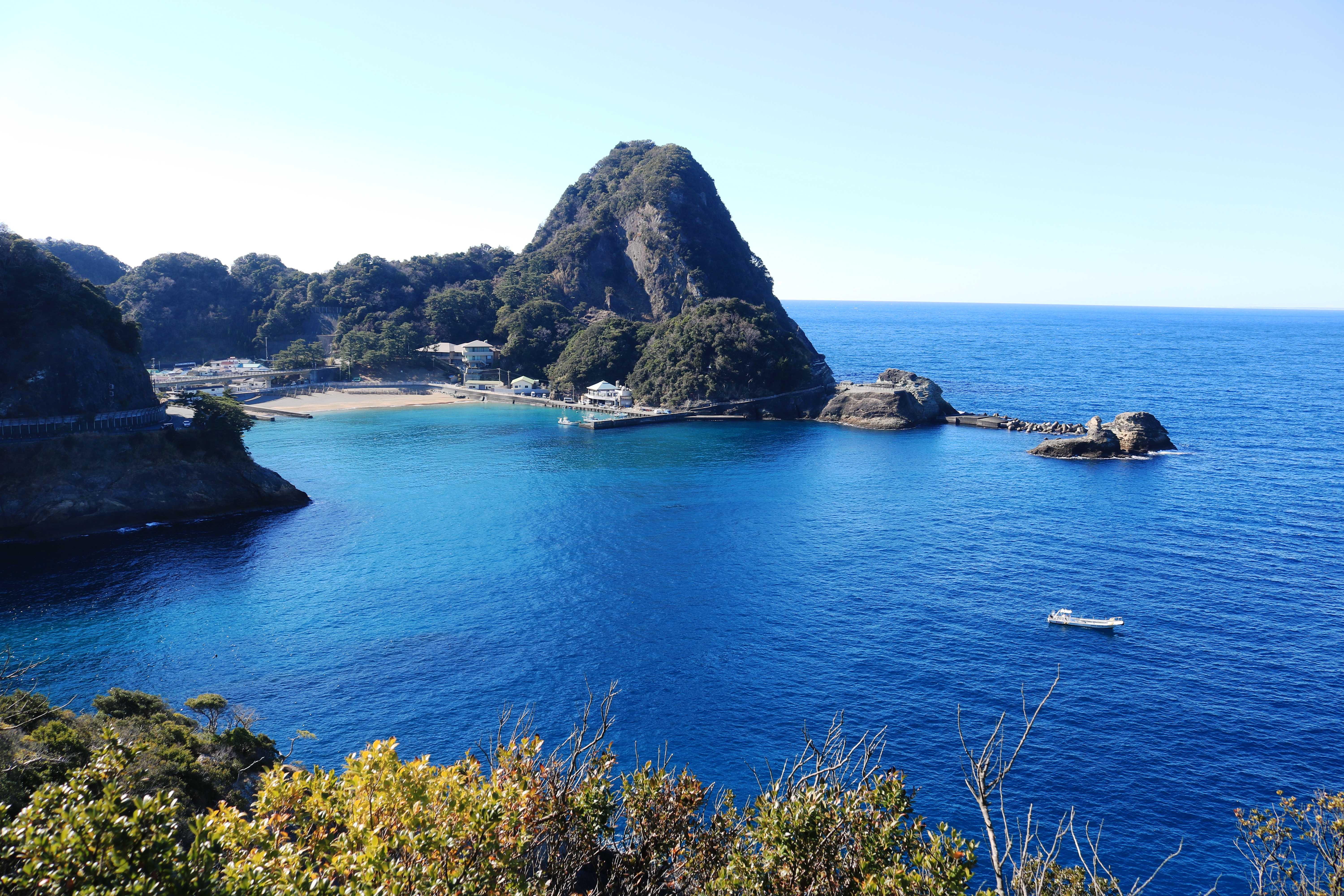
烏帽子山と雲見漁港

### みどころ
- 雲見浅間神社 - 雲見港の西側の浅間崎（雲見浅間）にある神社[1]。烏帽子山（標高163m）への石段の上に位置する[1]。
- 牛着岩 - 雲見海岸から正面に見える2つの岩。また2つの岩が寄り添うように見えることから夫婦岩とも言われる。晴れた日には富士山が正面に見える。ダイビングスポットとしても有名。
- 千貫門 - 高さ約30mの岩の中央に高さ約15m、幅約10mの穴が開いている[1]。
- 想い出岬 - 雲見港の波止場から坂を上った場所にある。
- 高通山 - 雲見の南側にある山。標高519m[1]。山桜とツツジの名所[1]。

### 遊び
- ダイビング - マクロ、ワイド、地形、ナイトどのスタイルも楽しめる。ダイビングサービスが多数あり。
- 海水浴 - 雲見海岸、赤井浜、千貫門の3ヶ所あり。
- 釣り - 磯釣り、船釣りが楽しめるサービス店・宿あり。
- ハイキング - 波勝崎遊歩道と三浦遊歩道の2コースあり。
- 甘夏みかん狩り - 3月下旬から5月下旬まで。富士見農園にて。

### 施設
- 宿　旅館、民宿、オートキャンプ場など多数。
- ボクシングジム　リングを備えプロ合宿に対応。
- 赤井浜温泉（露天風呂） - 例年は5月から9月までの期間で利用できたが、2019年8月をもって閉鎖となった[2]。
- 渚の足湯 - 雲見海水浴場にある足湯[1]。
- 雲見くじら館
- くもみシーサイドハウス　松崎町漁協経営のダイバーのための有料施設。

## アクセス
- バス
  - 伊豆急行線伊豆急下田駅より東海バスで約1時間30分。
  - 伊豆急行線蓮台寺駅より東海バスで約1時間15分。
  - 東海道新幹線三島駅より東海バスで約2時間40分。
  - 伊豆箱根鉄道駿豆線修善寺駅より東海バスで約2時間。
- 車
  - 東名高速道路沼津ICより国道136号経由で約2時間15分。
- 船
  - 清水港よりエスパルスドリームフェリー（駿河湾フェリー）で土肥港下船。
  - 土肥港より東海バスで約60分。土肥港より車で約60分。

## 雲見温泉が舞台になった作品

### 小説
- 伝説の漁村・雲見奇談（鮎川哲也）

### ロケ地
- 雲見海岸・烏帽子山　TBS系の番組『ガチンコ!』の「ファイトクラブ」合宿地。
- 雲見海岸・赤井浜　テレビ朝日系西部警察Part1の「西部最前線の攻防」。露天風呂の更衣室で爆破実行。
- 雲見・太田川　TBSのテレビドラマ『とんび』の主な撮影地。